# Berl Katznelson

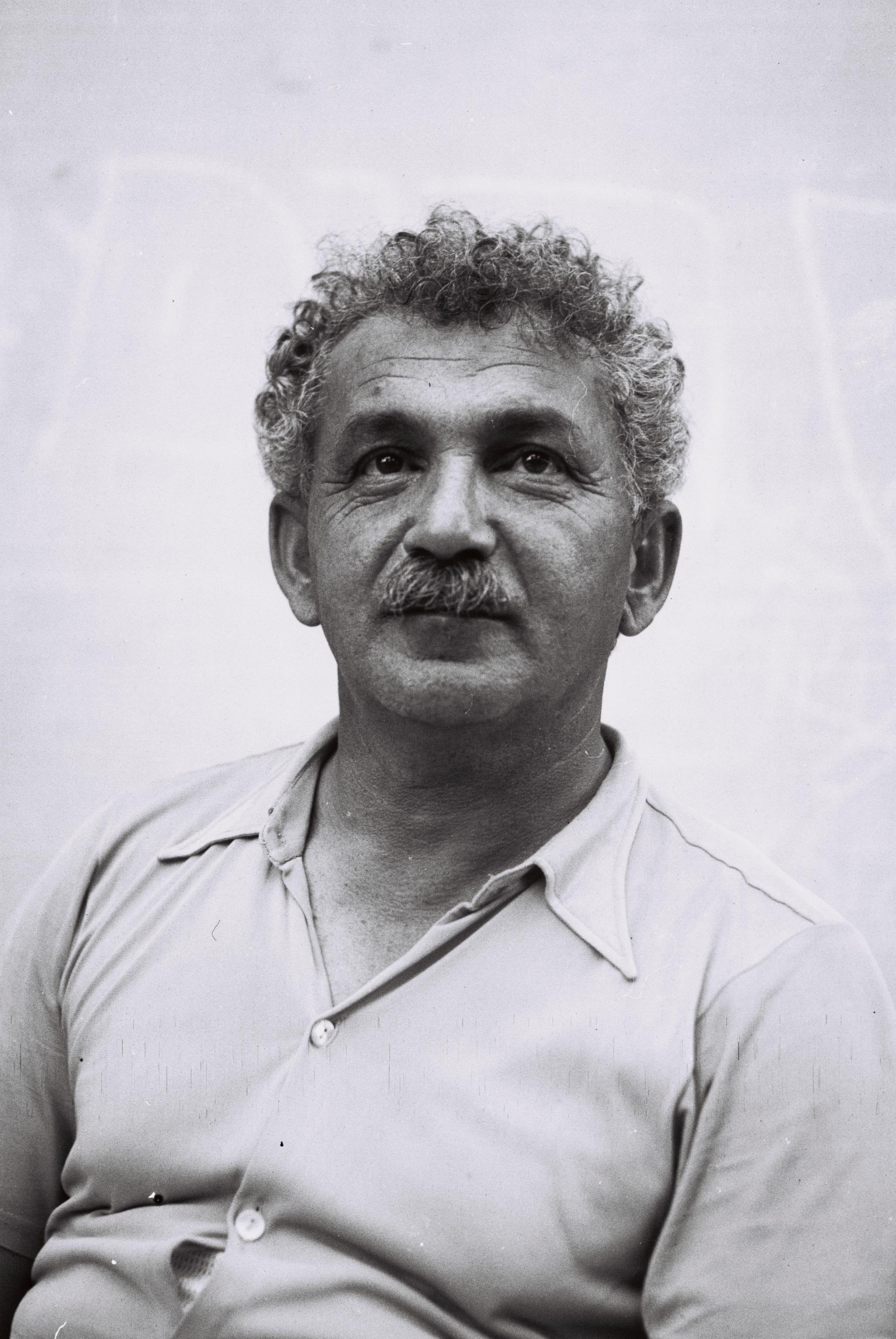
Berl Katznelson 1934 in einer Aufnahme von Zoltan Kluger

Berl Katznelson (auch: Kaznelson, hebräisch בְּאֵרִי כַּצְנֶלְסוֹן Bəʾerī Kaznelsōn, genannt בֶּרְל … Berl …; geboren am 25. Januar 1887 in Bobruisk, Russisches Kaiserreich; gestorben am 12. August 1944 in Jerusalem, Völkerbundsmandat für Palästina) war ein russischer Zionist, der in Palästina nach seiner Alija 1909 ins osmanische Mutesarriflik Jerusalem zur führenden Persönlichkeit der jüdischen Arbeiterbewegung wurde.
Als engagierter Journalist, charismatischer Politiker des sozialistischen Zionismus und enger Vertrauter David Ben-Gurions war Katznelson maßgeblich an der Vorbereitung der Staatsgründung Israels beteiligt.

## Leben
Katznelson war der Sohn eines Chovevei Zion-Mitglieds, bereits in jungen Jahren in jüdisch-sozialistischen Organisationen in Russland engagiert und ging 1909 als Landarbeiter nach Palästina. In Weißrussland hatte er als Bibliothekar und als Lehrer für Hebräisch und jüdische Geschichte gearbeitet und die ihm anvertraute Jugend im zionistischen Sinne erzogen.
Im Ersten Weltkrieg diente er in der Jüdischen Legion und wurde dann 1919 neben Ben-Gurion und Ben Zwi Mitbegründer der Achdut haʿAvoda (zionistisch-sozialdemokratische Partei, anfangs die stärkste Stimme des Jischuv), 1920 Mitbegründer der Histadrut und 1930 der Mapai.
1925 gründete er Davar (deutsch Wort, Rede), die erste Tageszeitung der Arbeiterbewegung in Mandats-Palästina, und blieb bis zu seinem Tod ihr Herausgeber. „Seine zahlreichen Aufsätze zeichnen sich durch scharfe Dialektik und Prägnanz des hebräischen Stils aus.“ In dem Blatt, das damals die verbreitetste hebräische Tageszeitung in Palästina war, bekämpfte er sowohl kommunistische wie revisionistische Tendenzen und war einer der anerkanntesten Sprecher des Jischuv. Dabei setzte er sich, im Gegensatz zu den meisten Verantwortlichen innerhalb der (nichtreligiösen) Arbeiterbewegung, für die Erhaltung jüdischer Werte ein: Beachtung des Schabbat, der Feiertage, Kaschrut, Beschneidung usw.
Als seit 1939 der jüdischen Einwanderung immer größerer Widerstände, vor allem von Seiten der Briten, entgegengestellt wurden, entwickelte Berl Katznelson sich zu einem Initiator und Fürsprecher der illegalen Einwanderung, organisierte sogar konkrete Hilfen für jüdische Flüchtlinge in den von den Nationalsozialisten besetzten Gebieten in Europa.
Nach dem Tod von Menachem Ussischkin im Jahr 1941 folgte ihm in der Führung des Jüdischen Nationalfonds ein Dreierkomitee, zu dem auch Berl Katznelson (bis zu seinem Tod) gehörte, die beiden anderen waren Meʾir Bar-Ilan und Avraham Granott.
Berl Katznelson starb 1944 und hat die Erfüllung seiner Vision, die Gründung des jüdischen Staates, nicht mehr miterlebt. Die Akademie Beit Berl, eine Ortschaft am Kinneret und ein Kibbuz tragen seinen Namen. Zum 30. Jahrestag der israelischen Unabhängigkeit (1978) gab der Staat Israel ihm zu Ehren eine Briefmarke mit seinem Konterfei heraus.
Golda Meʾir über Berl Katznelson in ihrer Autobiographie (1975):
Berl war kein attraktiver Mann; er war klein, sein Haar war immer unordentlich, seine Kleider sahen immer zerknittert aus; aber sein freundliches Lächeln erhellte sein Gesicht, und seine - immer ein bisschen traurigen - Augen blickten geradewegs auf sein Gegenüber, so dass niemand, der jemals mit Berl gesprochen hatte, ihn vergessen konnte. … In den Zwanziger-, Dreißiger- und frühen Vierzigerjahren, bis zu seinem Tod, fragte jeder in der Arbeiterbewegung zuerst: Aber was denkt Berl darüber? … Woran glaubte er? Wie die meisten von uns glaubte er daran, dass unsere Art des Sozialismus anders sein musste; dass wir dabei waren, eine Gesellschaft zu schaffen, und nicht nur eine Handelsunion; und dass der Klassenkampf in einer Gemeinschaft, die noch keine Klassen hatte, bedeutungslos war. Für ihn war der Zionismus eine der größten revolutionären Bewegungen der Welt, und er beschrieb ihn als den Angelpunkt, von dem die zeitgenössische jüdische Geschichte abhing. Zionismus bedeutete für ihn die totale Rebellion gegen jegliche Knechtschaft der Diaspora und die Schaffung einer arbeitenden jüdischen Bevölkerung, die auf allen Gebieten der Landwirtschaft und Industrie versiert ist.

## Werke
- Gesammelte Werke, 12 Bde., 1946–1950 (hebräisch)